# Umatilla County
Umatilla County är ett administrativt område i delstaten Oregon, USA. År 2010 hade countyt 75 889 invånare. Den administrativa huvudorten (county seat) är Pendleton.

## Historia
- 1855 grundades "Umatilla Indian Reservation" genom fördraget "Treaty of Walla Walla".
- Den 27 september 1862 grundades countyt genom en splittring av "Wasco County".
- Guldruschen 1862 ledde till att flera guldletare prövade lyckan i regionen.

## Geografi
Enligt United States Census Bureau så har countyt en total area på 8 368 km². 8 327 km² av den arean är land och 41 km² är vatten. 

### Angränsande countyn
- Benton County, Washington - nord
- Walla Walla County, Washington - nord
- Columbia County, Washington - nordöst
- Wallowa County - öst
- Union County - öst
- Grant County - syd
- Morrow County - väst